# Down East
Down East o Downeast è un termine usato per indicare una parte della costa orientale della Nuova Inghilterra e del Canada, in particolare lo stato americano del Maine e le Province marittime canadesi, un'area che corrisponde approssimativamente alla storica regione francese dell'Acadia.

## Etimologia
L'espressione deriva probabilmente dalla terminologia nautica: i marinai provenienti da ovest navigavano sottovento (downwind) verso est per raggiungere l'area.
Secondo l'Oxford English Dictionary, si rinvengono le prime tracce dell'uso di tale vocabolo nel 1825 e il termine down-easter, indicato per definire agli abitanti di tale luogo, appare per la prima volta in forma scritta nel 1828.
All'interno del territorio del Maine l'espressione si riferisce specificatamente alla parte più ad est dello stato (Down East Maine).